# 旧海軍佐世保鎮守府凱旋記念館

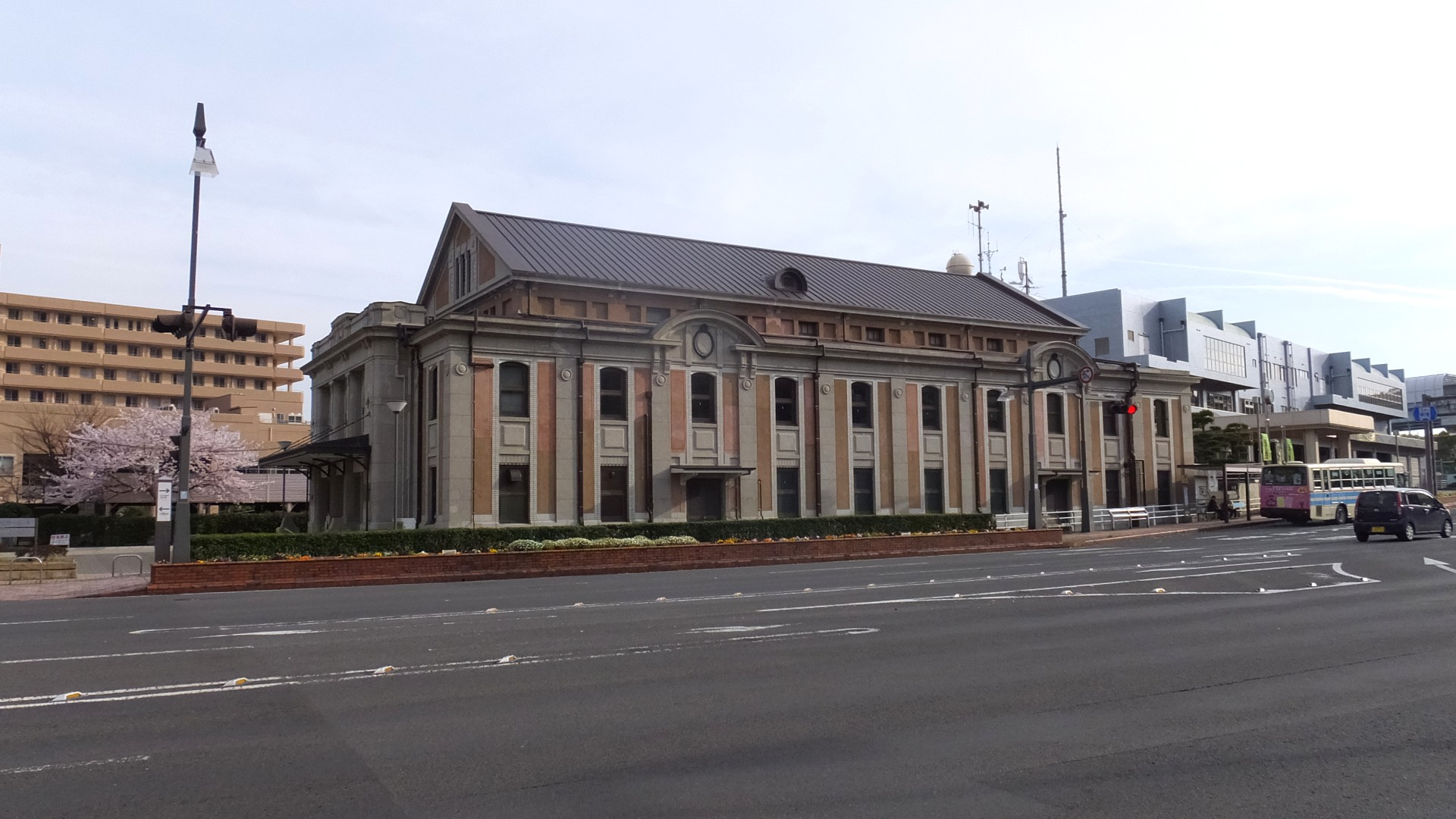
旧海軍佐世保鎮守府凱旋記念館（佐世保市民文化ホール）改修工事後の外観（2016年4月撮影）

旧海軍佐世保鎮守府凱旋記念館（きゅうかいぐんさせぼちんじゅふがいせんきねんかん）は、長崎県佐世保市平瀬町にある歴史的建造物。国の登録有形文化財に登録されている。佐世保港付近に点在する旧海軍にまつわる近代化遺産の一つ。
第一次世界大戦で海軍佐世保鎮守府に所属する艦艇が連合国側に属して地中海等で戦い活躍したことを記念して建てられたものである。現在は佐世保市が管理する佐世保市民文化ホールとなり、市民による演劇や音楽の練習及び発表の場となっている。
2014から翌2015年にかけて耐震性向上のための構造補強を主目的とした改修工事が行われ、同時に外観や内装の修復と一部創建当時への復元を行っている。

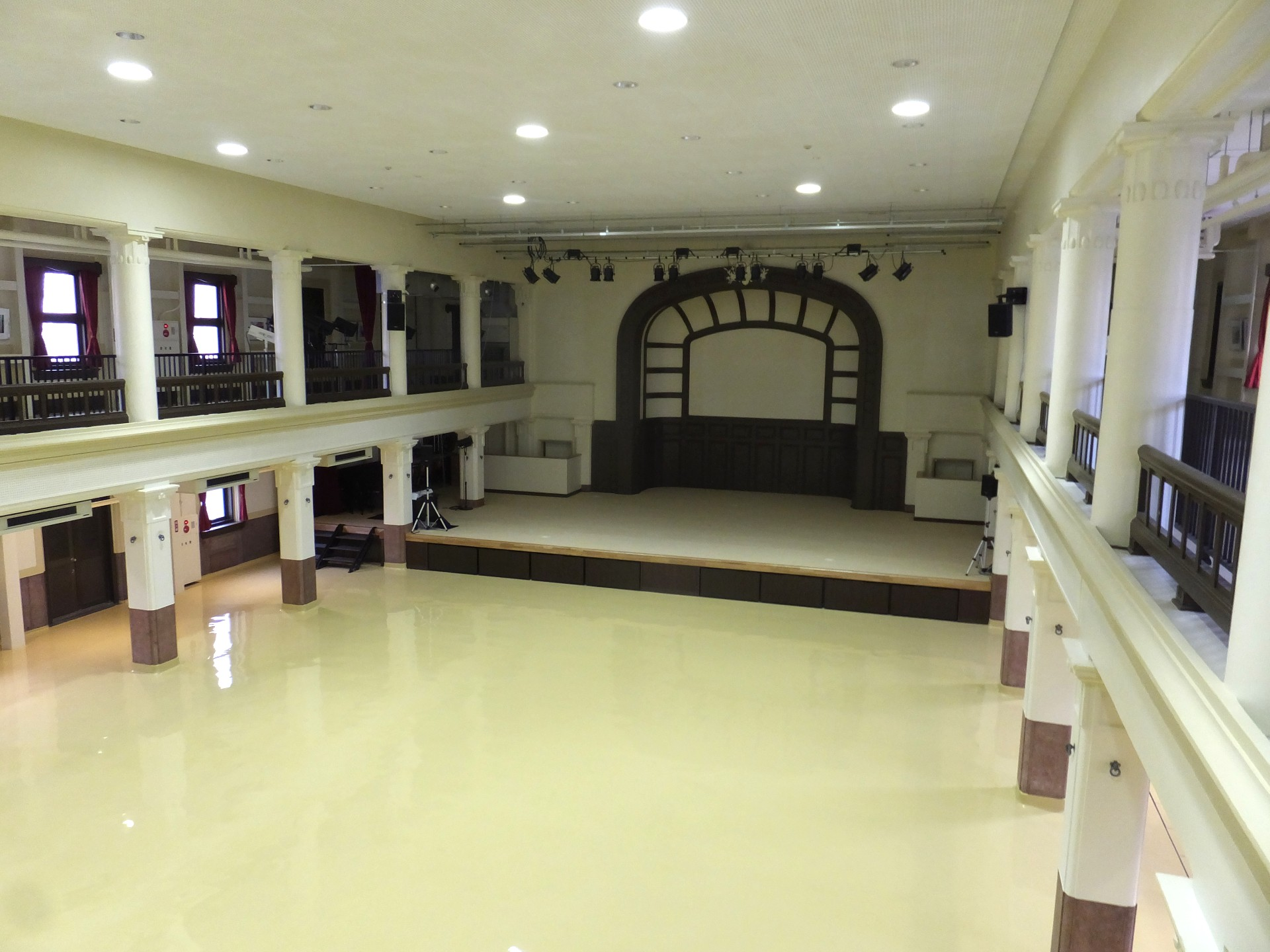
改修工事後のホール内（2016年4月撮影）

## 建築概要
- 竣工　1923年（大正12年）
- 構造　鉄筋コンクリート造2階建
- 所在地　佐世保市平瀬町2

## 歴史
- 1923年（大正12年）　現在地に竣工。海軍の行事や合同葬に使用された。
- 1939年（昭和14年）4月13日、伊六十三潜海軍合同葬が執り行なわれた。
- 1945年（昭和20年）　米軍に接収される。
- 1982年（昭和57年）　佐世保市に返還され、その後現在の市民文化ホールとなる。
- 1997年（平成9年）　国の登録有形文化財になる。
- 2005年（平成17年）　第7回佐世保市景観デザイン賞に選ばれる。
- 2014年（平成26年）　3月から構造補強及び外観・内装の復元を目的として改修工事を開始。翌2015年11月竣工。事業費約4億6,900万円。
- 2016年（平成28年）　日本遺産『鎮守府横須賀・呉・佐世保・舞鶴 ～日本近代化の躍動を体感できるまち～』の構成資産として指定される。

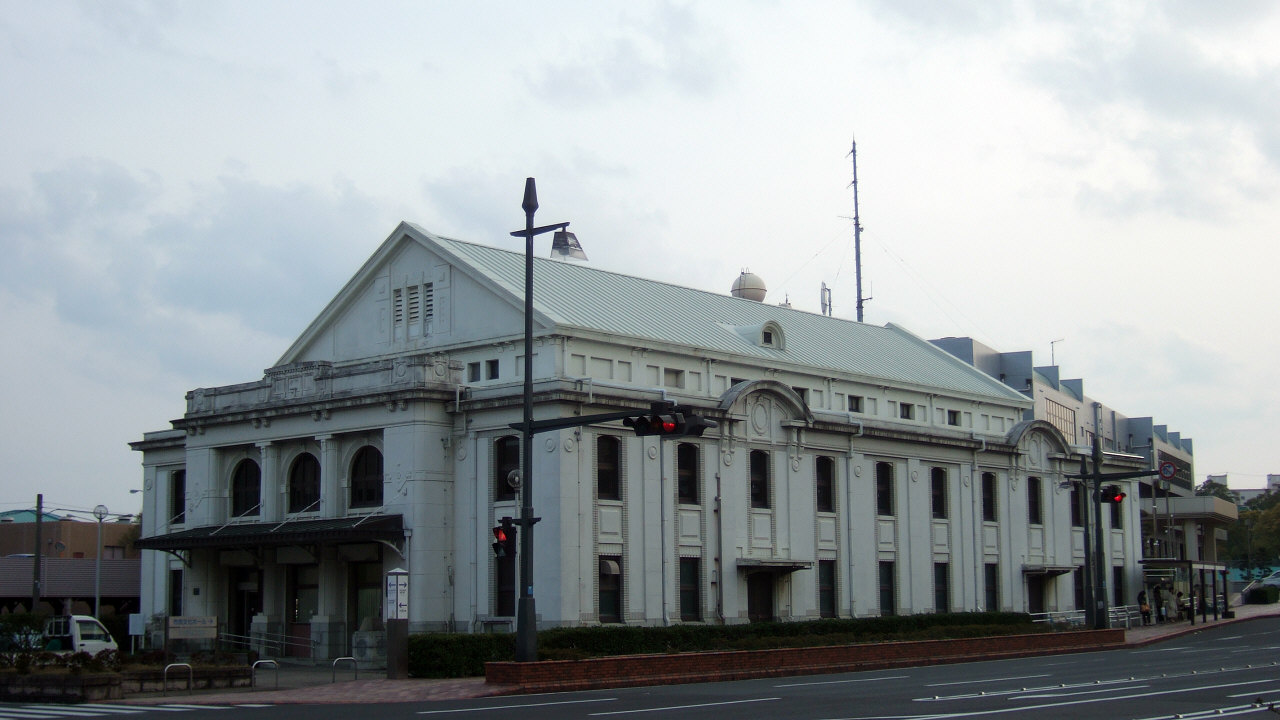
改修前の外観（2008年4月撮影）

## アクセス
西肥バス（させぼバスも含む）「佐世保市総合医療センター入口」下車すぐ。

## 登場作品
- きみの色 - 登場人物がバンドとして演奏するシーンで使われたステージのモデルとなっている[1]。
- マツコの知らない世界 - 2024年4月2日放送回にて登場。

## 周辺
- 海上自衛隊佐世保地方総監部
- 海上自衛隊佐世保史料館（セイルタワー）
- 佐世保市総合医療センター - 旧海軍下士官兵集会所の跡地に建てられている。
- 佐世保橋（海軍橋）
- 佐世保中央インターチェンジ